# Bivacco Renzo Rivolta
Il bivacco Renzo Rivolta è un bivacco della Valtournenche, in Valle d'Aosta.
È situato a pochi metri dal  Col de Fort, a 2890 metri di quota.

## Storia
Il bivacco è stato costruito nel 1974 e ricorda l'alpinista Renzo Rivolta.

## Caratteristiche e informazioni
Il bivacco è situato in un ambiente solitario e selvaggio, dove sono presenti molti stambecchi e camosci. Ha 10 posti letto, non è custodito ed è di proprietà della Società Guide del Cervino.

## Accesso

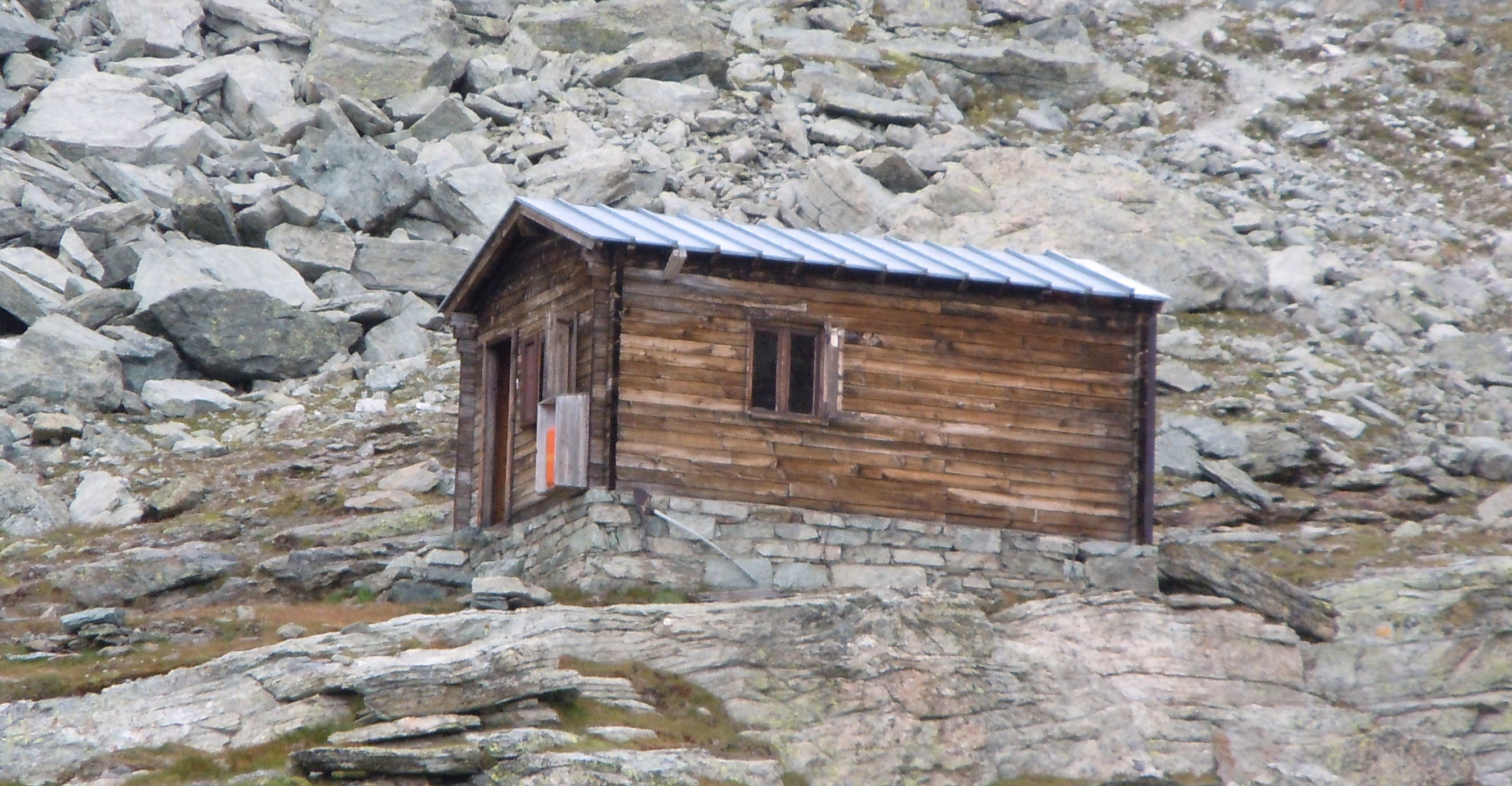

Si può raggiungere il bivacco partendo dalla località  Septumian (1650 m. - poco sopra Torgon) in circa 4h e 30, oppure partendo da  Valmartin e passando per il lago di Cignana in circa 4h e 30.

## Cosa fare del bivacco

### Escursioni
Traversata da Torgnon a Valtournenche o al rifugio Perucca-Vuillermoz.

### Alpinismo
Il bivacco è il punto di partenza per la  Cresta Rey (AD+) alla punta Cian e per la parete sud-est del Dôme de Cian (3351 m). Può anche essere utilizzato per la salita alla punta Balanselmo (3318 m) e alla becca di Salé (3318 m).

## Traversate
- Rifugio Perucca-Vuillermoz